# يوشع بلاو
يوشع بلاو (بالعبرية: יהושע בלאו‏)ء (22 سبتمبر 1919 - 20 أكتوبر 2020)، هو مستشرق إسرائيلي، ولد في كلوج نابوكا في رومانيا.